# Larry McKeon
Larry McKeon (* 30. Juni 1944 in Nampa, Idaho; † 13. Mai 2008 in Springfield, Illinois) war ein US-amerikanischer Politiker. Er war für die Demokratische Partei Mitglied des Repräsentantenhaus von Illinois. 
McKeon war das erste öffentlich schwule Mitglied der Illinois General Assembly. Außerdem war er HIV-Positiv. McKeon starb im Alter von 63 Jahren an einem Schlaganfall.

## Biografie
Er schloss an der California State University in Los Angeles mit Auszeichnung ab. 
Bevor er nach Chicago zog, besaß er in der United States Army beim Los Angeles County Sheriff's Department den Rang eines Lieutenants.
1996 wurde er in das Repräsentantenhaus von Illinois, die General Assembly, gewählt und im darauffolgenden Januar vereidigt.
Im Juli 2006 kündigte er den Rücktritt von seinem Amt im Januar 2007 an. Sein Nachfolger wurde der ebenfalls schwule Greg Harris. Am 13. Mai 2008 starb er in Springfield (Illinois). 